# Incident de Teradaya

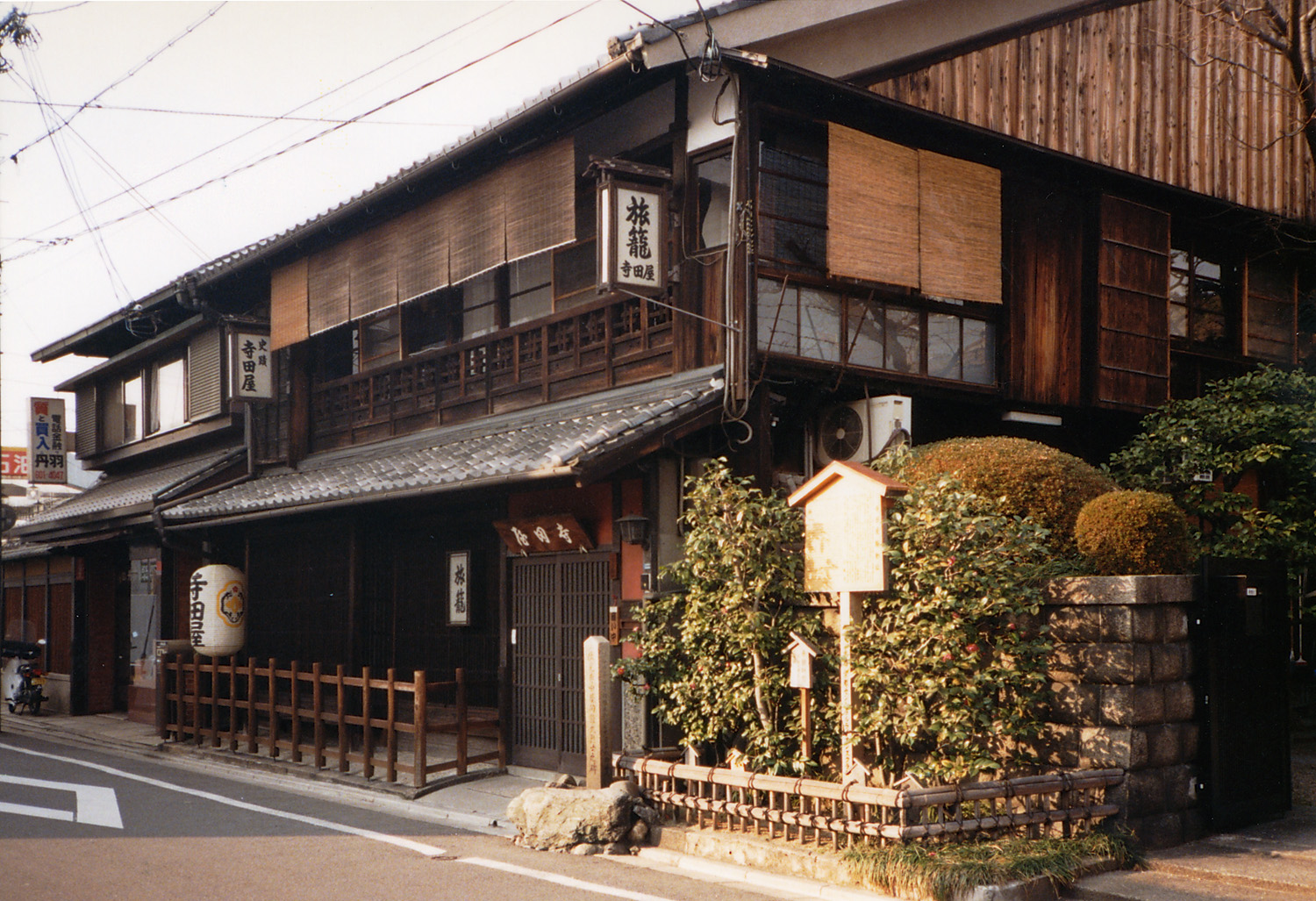
L'auberge Teradaya.

L'incident de Teradaya est un affrontement entre samouraïs qui eut lieu le 21 mai 1862 au Japon durant la période du bakumatsu (époque allant de 1853 à 1868).

## Histoire
À l'époque du bakumatsu, il existait deux factions dans le domaine de Satsuma. La faction « progressive », qui cherchait à renverser le shogunat et à restaurer l'empereur, et la faction « modérée », qui cherchait à établir des liens plus forts entre le shogunat et l'empereur (politique du kōbu gattai (« union de la cour impériale et du shogunat »).

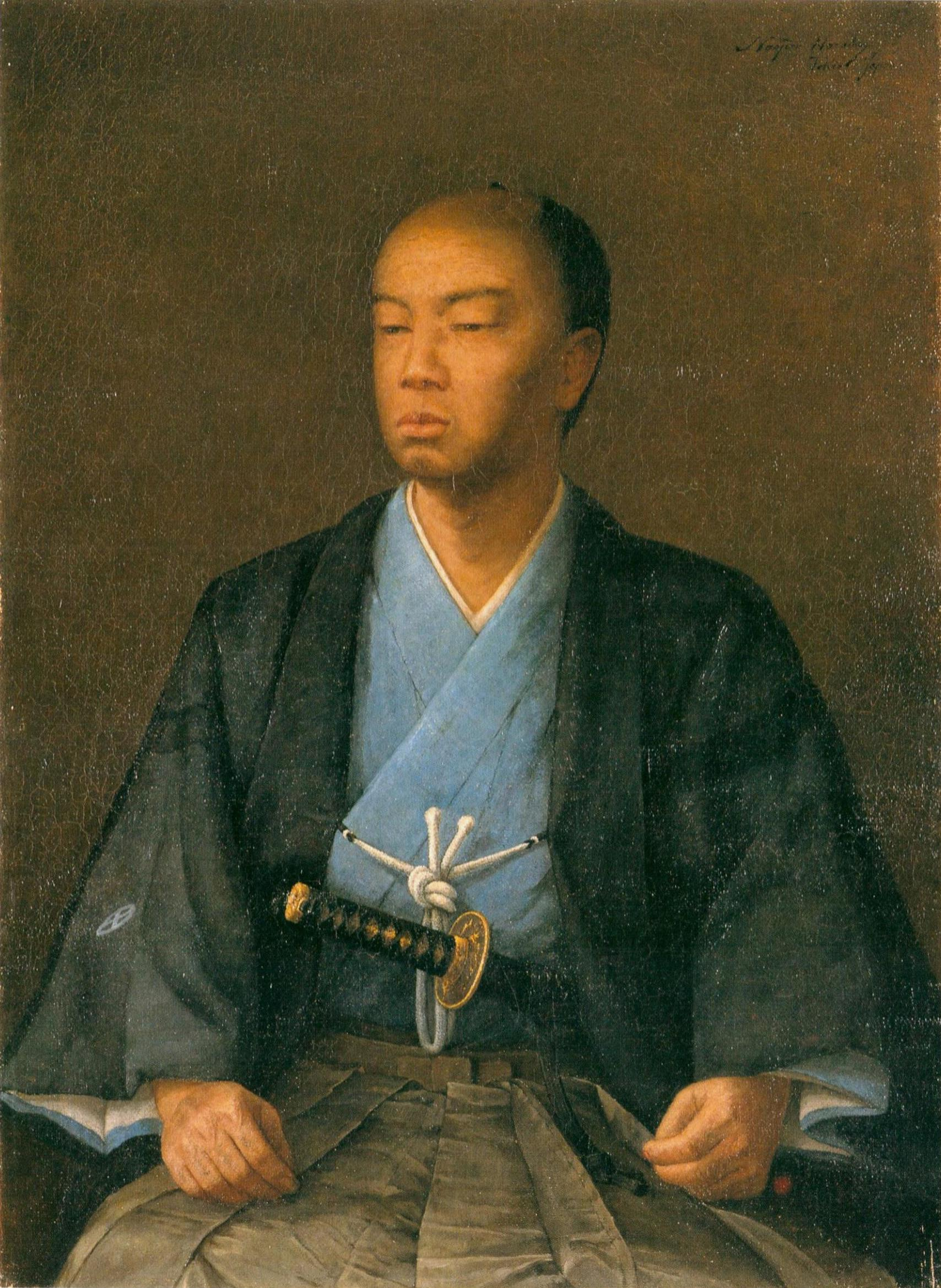
Shimazu Hisamitsu, le daimyo de Satsuma, qui ordonne l'arrestation des comploteurs.

Environ 60 à 70 samouraïs, emmenés par Arima Shinshichin et comprenant Sakamoto Ryōma, de la faction « progressive » se réunissent à l'auberge Teradaya pour organiser les assassinats du kanpaku (conseiller de l'empereur) Kujō Hisatada et du Kyoto shoshidai (représentant du shogun à Kyoto) Sakai Tadaaki, afin de tenter de ruiner les relations entre les deux pouvoirs. La plupart des conspirateurs sont originaires du domaine de Satsuma. Lorsque Shimazu Hisamitsu, daimyo de Satsuma, entend parler de ce rassemblement, il ordonne de ramener les comploteurs à la résidence de Satsuma de Kyoto ou de les éliminer s'ils refusent. Cet ordre est en accord avec l'édit qu'il avait reçu de l'empereur Kōmei lui ordonnant de supprimer le problème des rōnins à Kyoto.
Comme il est peu probable que ces ishin shishi se rendent sans combattre, neuf samouraïs de Satsuma, menés par Narahara Shigeru, sont alors dépêchés et, après un bref mais sanglant combat, de nombreux rebelles et au moins un des samouraïs de Satsuma sont tués. Un ultimatum est lancé aux conspirateurs restants d'obéir aux ordres de Hisamitsu et de rejoindre la résidence de Satsuma à Kyoto. Choqués par cet affrontement fraternel entre membres de Satsuma et interpellés par l'ultimatum, les rebelles se rendent. Ainsi, le premier complot armé anti-shogunat est avorté avant d'avoir lieu.